# Estamariu

Położenie gminy na mapie comarki Alt Urgell

Estamariu – gmina w Hiszpanii,  w Katalonii, w prowincji Lleida, w comarce Alt Urgell.
Powierzchnia gminy wynosi 21,18 km². Zgodnie z danymi INE, w 2005 roku liczba ludności wynosiła 119, a gęstość zaludnienia 5,62 osoby/km². Wysokość bezwzględna gminy równa jest 1084 metry. Współrzędne geograficzne Estamariu to 42°22'31"N, 1°31'26"E.

## Dynamika populacji
- 1991 – 134
- 1996 – 135
- 2001 – 128
- 2004 – 122
- 2005 – 119